# Johan Henrik Scheffel
Johan Henrik Scheffel (født 9. april 1690 i Wismar, død 21. december 1781 i Västerås) var en i Sverige virkende kunstner. Han er mest kendt for sine portrætter, af blandt andre Carl von Linné, Christopher Polhem og Hedvig Charlotta Nordenflycht. Johan Hörner gik i lære hos Johan Henrik Scheffel.
Scheffel kom 1723 til Stokholm, blev elev af David von Krafft. I 1735 blev han medlem af Ritare-Akademiet, 1763 direktør. Som portrætmaler var han overordentlig søgt. Penselføringen var ypperlig skolet, farven fin, modeleringen sikker, mens det efter sigende skorter noget med karakteristikken. Han er repræsenteret i mange svenske samlinger, i Gripsholm af blandt andre Malcolm Sinclair og Göran Nordberg. Han udførte også miniaturer. Datteren Margarethe blev specialist på dette område (arbejder i Nationalmuseum).